# 페피콘 (슈비츠주)
페피콘(독일어: Pfäffikon)은 스위스 슈비츠주에 있는 프라이엔바흐(Freienbach) 시의 주요 도시이다. 볼레라우와 함께 페피콘은 회페(Höfe) 구(Bezirk, 베지르크)의 주요 도시이자 아우서슈비츠(Ausserschwyz, 슈비츠주 외령) 지역의 중심으로 간주된다. 이전의 농장 마을은 오늘날 헤지 펀드에 중점을 둔 문화, 경제 및 서비스 센터로 알려져 있다. 7,200명의 주민이 있는 페피콘은 퀴스나흐트와 아인지델른에 이어 세 번째로 큰 도시이다.

## 정치
페피콘은 빌렌 바이 올레라우, 프라이엔바흐, 배흐 및 후르덴과 함께 프라이엔바흐의 지자체를 형성하지만, 이 지역의 주요 교통 교차로인 이곳은 지자체에서 가장 중요한 도시이다. 1848년에 페피콘은 독립적인 지위를 잃었고, 이후 프라이엔바흐에 합병되었다. 중요한 행정 및 교육 센터와 함께 도시에 있는 두 개의 소방서 중 하나가 있는 페피콘은 특히 주의 주도인 슈비츠가 알프스 산기슭 건너편에 있다. 때문에 페피콘은 주 북쪽의 두 번째 중심지가 되었는데, 특히 알프스산맥의 산기슭에 있는 슈비츠가 상대적으로 도착하기 어렵기 때문이다. 이 결과 페피콘은 슈비츠주보다 취리히를 더 지향하게 되었고, 이것은 정치적 긴장을 유발했다. 취리히와 가깝고 낮은 세율로 인해 페피콘은 주의 경제 중심지로 자리 잡았다.

## 비즈니스
기업과 개인의 세금 부담이 가장 낮고 역동적인 취리히 경제 지역과 매력적인 휴양 지역 사이에 이상적으로 위치한 페피콘은 스위스 최고의 비즈니스 위치 중 하나이다.

### 과세
페피콘은 정부 지출이 매우 합리적이며 항상 긍정적인 대차 대조표를 유지해 왔다. 납세자의 큰 폭 증가와 금융업을 중심으로 하는 세액이 파피콘의 주민과 사업체에 대한 세금을 5년 연속 인하할 수 있게 해 스위스 최저 세율을 달성했다.

## 경제
지난 10년 동안 페피콘은 많은 자산 관리 회사, (펀드) 헤지 펀드, (펀드) 사모 펀드, 패밀리 오피스 등을 수용하는 중요한 금융 센터가 되었다. 추크주의 추크와 함께 슈비츠주의 페피콘은 스위스에서 가장 중요한 금융 중심지 중 하나이다. 스위스에서 관리되는 총자산은 1,000억 유로를 초과한다. 경제 붐은 스위스 은행 규제가 완화된 1990년대에 페피콘에서 시작되었다. 취리히와의 가까움과 낮은 세율도 급속한 발전의 원인이 되었으며 일부 주요 금융기관은 페피콘으로 이전했다. 페피콘에서 가장 크고 가장 잘 알려진 회사는 OC 욀리콘, 만 그룹, 마마솔 및 LGT 그룹이다. Glacier Reinsurance, Markant AG, Charles Vögele 및 Seedamm-Center.

## 교육
페피콘은 8개의 유치원, 3개의 초등학교, 1개의 중등 학교뿐만 아니라 2개의 캔톤 전역 학교 중 1개와 개방형 대학을 제공한다.
사립 학교:
- SIS 스위스 국제학교 페피콘-슈비츠[1]

## 교통
시정촌은 A3 고속도로에 있다.
페피콘 SZ역은 S5 라인의 취리히 S-반 터미널이며, S40 라인에서 라퍼스빌로 향하고, S2, S8, S25 라인에서 취리히 호수 왼편에 있는 호르겐을 경유한다. 취리히 중앙역에서 출발하는 여행 시간은 노선과 서비스에 따라 25분에서 40분 이상까지 다양하다.

## 인물
- 베아트리체 에글리, 1988년생 가수